# Parayasa dissimilis
Parayasa dissimilis är en insektsart som beskrevs av William Lucas Distant. Parayasa dissimilis ingår i släktet Parayasa och familjen hornstritar. Inga underarter finns listade i Catalogue of Life.